# 球棒モデル

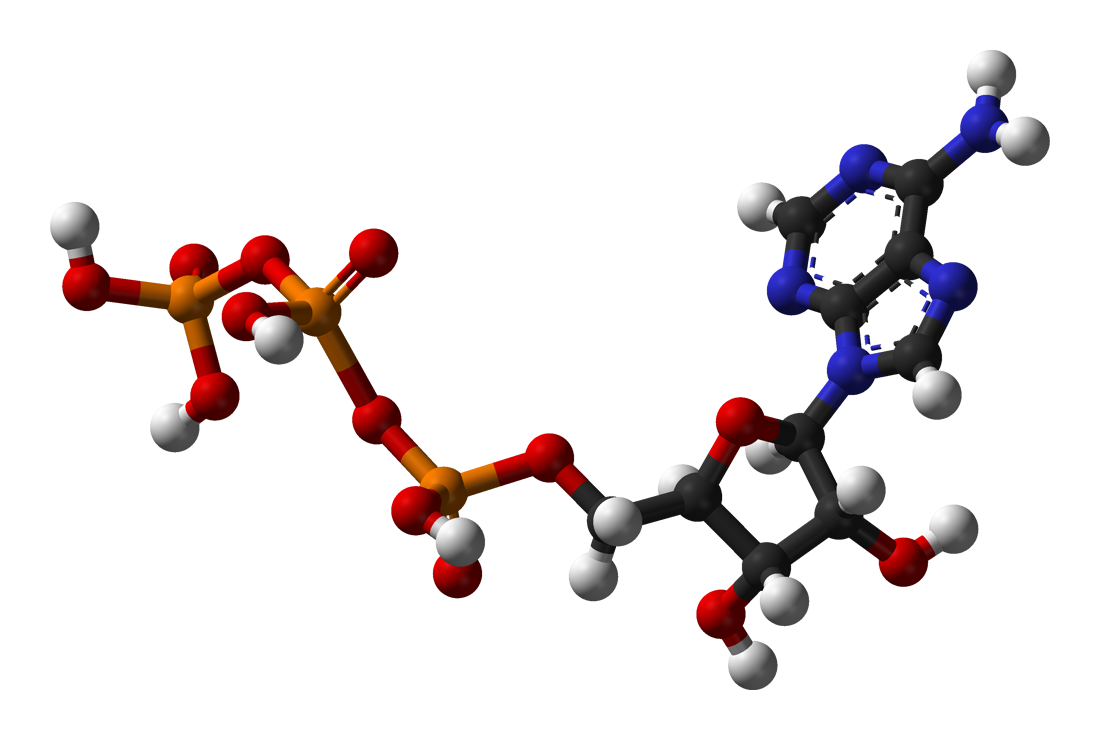
ATPの球棒モデル

球棒モデル（きゅうぼうモデル、英: Ball-and-stick model）は、化学物質や生体物質の化学構造を立体的・空間的に表した分子モデルである。空間充填モデルに比べて分子構造を考察しやすいという利点がある。このモデルは1865年にアウグスト・ヴィルヘルム・フォン・ホフマンが初めて作成した。
球棒モデルでは、原子は球、共有結合は直線で表現される。結合角と結合長は実際の値を相対的に表すが、原子の球の大きさは実際値は反映されない。

## 色の慣例
公式の規格というものは無いが、原子の色は慣例的に次の組み合わせが用いられる。
| 元素     | 色     |
| -------- | ------ |
| 酸素     | 赤色   |
| 炭素     | 灰色   |
| 窒素     | 青色   |
| 水素     | 白色   |
| フッ素   | 黄緑色 |
| 硫黄     | 黄色   |
| ヨウ素   | 紫色   |
| 塩素     | 緑色   |
| リン     | 橙色   |
| 臭素     | 栗色   |
| 元素不明 | 桃色   |

(CPK配色や等も参照)